# Mere Lava
Mere Lava (ou Merelava) é uma ilha das Ilhas Banks ao norte de Vanuatu.